# War for the Overworld
War for the Overworld es un videojuego perteneciente al género de estrategia en tiempo real desarrollado por la empresa Subterranean Games. El juego comenzó con una campaña de Kickstarter, que se desarrolló de 29 nov 2012 a 3 en 2013. En el juego, los jugadores construyen mazmorras que contienen trampas mortales para matar a los héroes aventureros que entran. El juego está inspirado en Dungeon Keeper, StarCraft , Overlord, y Evil Genius. se incluirá una campaña, el modo Sand-box, y un modo multijugador en línea.

## Jugabilidad

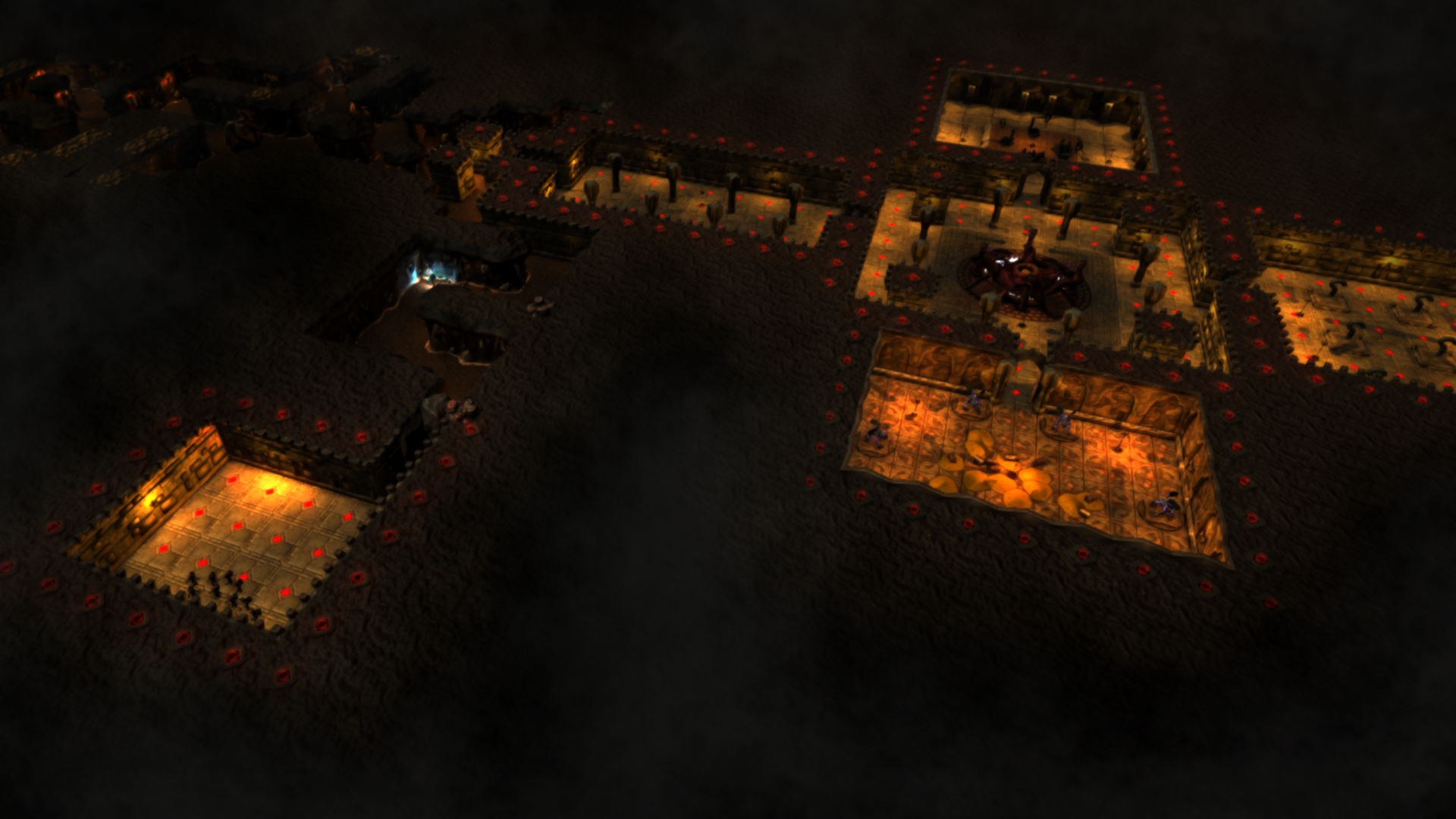
Captura de pantalla.

En el juego, los jugadores asumen el papel de un Underlord, encargado de la construcción de mazmorras que contienen trampas mortales y subordinados dedicados para matar a los héroes errantes. El juego comienza como una hoja en blanco y permite a los jugadores elegir dónde "cavar, fortalecer y construir" para crear su mazmorra. El juego se desarrolla en tiempo real, con el jugador haciendo decisiones activamente mientras se produce la lucha. Los ejércitos de esbirros pueden ser entrenados y comandados para vencer a los enemigos, y están disponibles hechizos que pueden dañar a los enemigos o ayudar a los esbirros durante la batalla. El juego requiere cierta micro-gestión para mantener a los esbirros trabajando, proporcionándoles comida y oro.

## Desarrollo
War for the Overworld comenzó el desarrollo en el año 2009 como una secuela hecha por fanes para Dungeon Keeper y Dungeon Keeper 2. Tomando su nombre del subtítulo de la extinta Dungeon Keeper 3, el juego pasó por varias encarnaciones, comenzando con una versión basada en un motor OpenGL customizado, y más tarde con Unreal Development Kit, se anunció en noviembre de 2011 que la decisión había sido tomada para abandonar la propiedad intelectual "Dungeon Keeper", el equipo finalmente se decidió por utilizar el motor Unity,  anunciando el cambio en junio de 2012.
Subterranean Games decidieron unirse con otro desarrollador de videojuegos indie llamado Rise Games que habían estado trabajando en Epoch Saga: Shattered Shores, un juego de rol ambientado en la Atlántida  anunciando la colaboración en septiembre de 2012. announcing the collaboration September 2012.
El 29 de noviembre de 2012, Subterranean Games lanzó una campaña de Kickstarter para su juego con un objetivo fijado en 150.000 Libras para el 3 de enero de 2013. Por cada £ 75.000 que la recibiera la campaña, los desarrolladores planean lanzar una de las doce metas flexibles determinadas por voto. Estas metas ofrecen contenido adicional para el juego, incluyendo más contenido multijugador y cooperativo y un modo Dungeon Crawler que permite a los jugadores ser el héroe en el escenario de la mazmorra. A los patrocinadores -personas que se comprometen durante la campaña -  se les dan recompensas basadas en el tamaño de su contribución. las recompensas incluyen el acceso beta, una copia digital del juego, y una copia de la banda sonora del juego. Si la campaña llega a su objetivo base, los desarrolladores planean lanzar el juego en Microsoft Windows, Mac OS y Linux el 30 de agosto de 2013, y que, además, se lanzará una herramienta de modding para la comunidad. Denominado Dungeoneer, permitiría a los usuarios crear nuevos mapas, campañas y modos de juego.
El 22 de diciembre de 2012, el creador de Dungeon Keeper, Peter Molyneux elogió a Subterranean Games por la pasión y la estrategia para hacer el juego y pidió a la gente que se comprometiera con la campaña de Kickstarter.
El 29 de diciembre de 2012, la meta de £ 150.000 se alcanzó a través de Kickstarter. Llegándose a un total de £ 211.371 al final de la campaña de Kickstarter, el 3 de enero de 2013. Otras promesas a través de PayPal aumentaron la cantidad a más de £ 225,000 en 6 de enero de 2013 asegurando la primera meta flexible con la contratación de Richard Ridings como narrador.
Una versión Alpha del juego, conocido como Bedrock Beta, fue lanzado el 15 de mayo de 2013, permitiendo a los jugadores experimentar el juego durante el desarrollo, así como ayudar en el desarrollo de la presentación de informes de errores y dar retroalimentación sobre su experiencia. 
El 5 de febrero de 2014, Subterranean Games envió una actualización con respecto a la fecha de entrega con retraso, afirmando que "eran extremadamente ingenuo con nuestra estimación inicial [..] en cuanto al tiempo que se necesitaría para lanzar el juego", sin la emisión de una nueva versión fecha, en lugar de pasar a vapor Early Access.

## Lanzamientos
El 15 de mayo de 2013 se lanzó una versión alfa del juego, denominada Bedrock Beta, que permite a los jugadores experimentar el juego durante su desarrollo, así como ayudar en el desarrollo al informar de posibles errores y dar su opinión sobre su experiencia.
El 5 de febrero de 2014, Subterranean Games envió una actualización con respecto a la fecha de entrega retrasada, afirmando que "fueron extremadamente ingenuos con nuestra estimación inicial sobre cuánto tardarían en lanzar el juego", sin emitir un nuevo comunicado. fecha, en lugar de pasar a un acceso temprano de Steam.
El juego se lanzó el 2 de abril de 2015. El 27 de mayo de 2016 se lanzó una expansión de cuatro niveles, Heart of Gold. El 3 de abril del 2017 se lanzó una expansión de "sandbox mejorada", My Pet Dungeon.

## Recepción
Actualmente el juego tiene un puntaje de 65% en la página Metacritic.